# Sølvsmeden
|  | Denne artikel er oprettet af botten Steenthbot ud fra en ekstern database. Den kan derfor have sproglige fejl eller mangler. Denne skabelon kan fjernes efter kontrol af indholdet. |

Sølvsmeden er en dansk undervisningsfilm fra 1969 instrueret af Henning Ebbesen og efter manuskript af Bent Gabrielsen Petersen.

## Handling
To sølvsmede viser hvordan de af en sølvplade udhamerer en ske og et bæger. Filmen er optaget i den gamle sølvsmedie i "Den Gamle By" i Aarhus.